# Roš chodeš (časopis)
Roš chodeš je věstník židovských náboženských obcí v českých zemích a na Slovensku. Vychází měsíčně a věnuje se převážně židovské tematice. Roš chodeš navazuje (v číslování ročníků ale především tematicky) na dlouholetou tradici „Věstníku židovských náboženských obcí v Československu“ a je náboženským a komunitním médiem, které zprostředkovává informace nejenom židům, ale i široké veřejnosti již přibližně od roku 1934. Název „Roš chodeš“ pro titul tohoto periodika vymyslel novinář a spisovatel Jiří Daníček. Ten v květnu roku 1990 převzal vedení redakce po dramaturgovi a překladateli Otovi Ornestovi. Roš chodeš v doslovném překladu znamená „Hlava měsíce“, což je původně starý židovský svátek spojený s oslavou novoluní. Časopis má nejenom informativní, ale též kulturně–vzdělávací poslání. Základní grafickou koncepci časopisu vytvořil v roce 1990 akademický malíř a knižní grafik Aleš Krejča. Titulní strana a vnitřek časopisu byly až do roku 1994 černobílé, barevné fotografie uvnitř časopisu Roš chodeš začaly vycházet až po roce 2004. Asi do roku 2004 vycházelo toto periodikum v nákladu cca 2400 kusů. Po vzniku konkurenčních časopisů Maskil, Obecní noviny a Židovské listy a po přesunu starších čísel Roš chodeš na internet (v roce 2006) klesl náklad periodika asi na 1600 výtisků měsíčně. Typickým rozsahem časopisu (od ledna 2013) je 28 stránek.